# Adrienne King
Adrienne King, född 21 juli 1960 i Oyster Bay, New York, är en amerikansk skådespelerska och konstnär.
King är mest känd för sin roll som Alice i Fredagen den 13:e och Fredagen den 13:e del 2. Efter framgångarna med Fredagen den trettonde blev hon förföljd av en stalker och lade skådespelarkarriären på hyllan och ägnade sin tid åt att måla tavlor. Under 1990-talet gjorde hon en del voice loops till bland annat Titanic. Hon började på 2010-talet med skådespeleriet igen och tillverkar i dag även ett vin – Crystal Lake Wines – baserat på Fredagen den trettonde-filmerna.

## Filmografi
- 1965 – Inherit the Wind – Melinda
- 1980 – Fredagen den 13:e – Alice Hardy
- 1981 – Fredagen den 13:e del 2 – Alice Hardy
- 2010 – Psychic Experiment - Louise Strack
- 2012 – The Butterfly Room - Rachel
- 2020 – The Girl in Apartment 3